# Пролетарская улица (Воронеж)
Пролетарская улица улица в исторической части Воронежа, Центральный район. Проходит параллельно руслу реки Воронеж от улицы Демократии до улицы Степана Разина, имеет разрыв от улицы Достоевского до улицы Освобождение Труда (территория Алексеево-Акатова монастыря). Протяжённость участков улицы около 770 м и 560 м.

## История

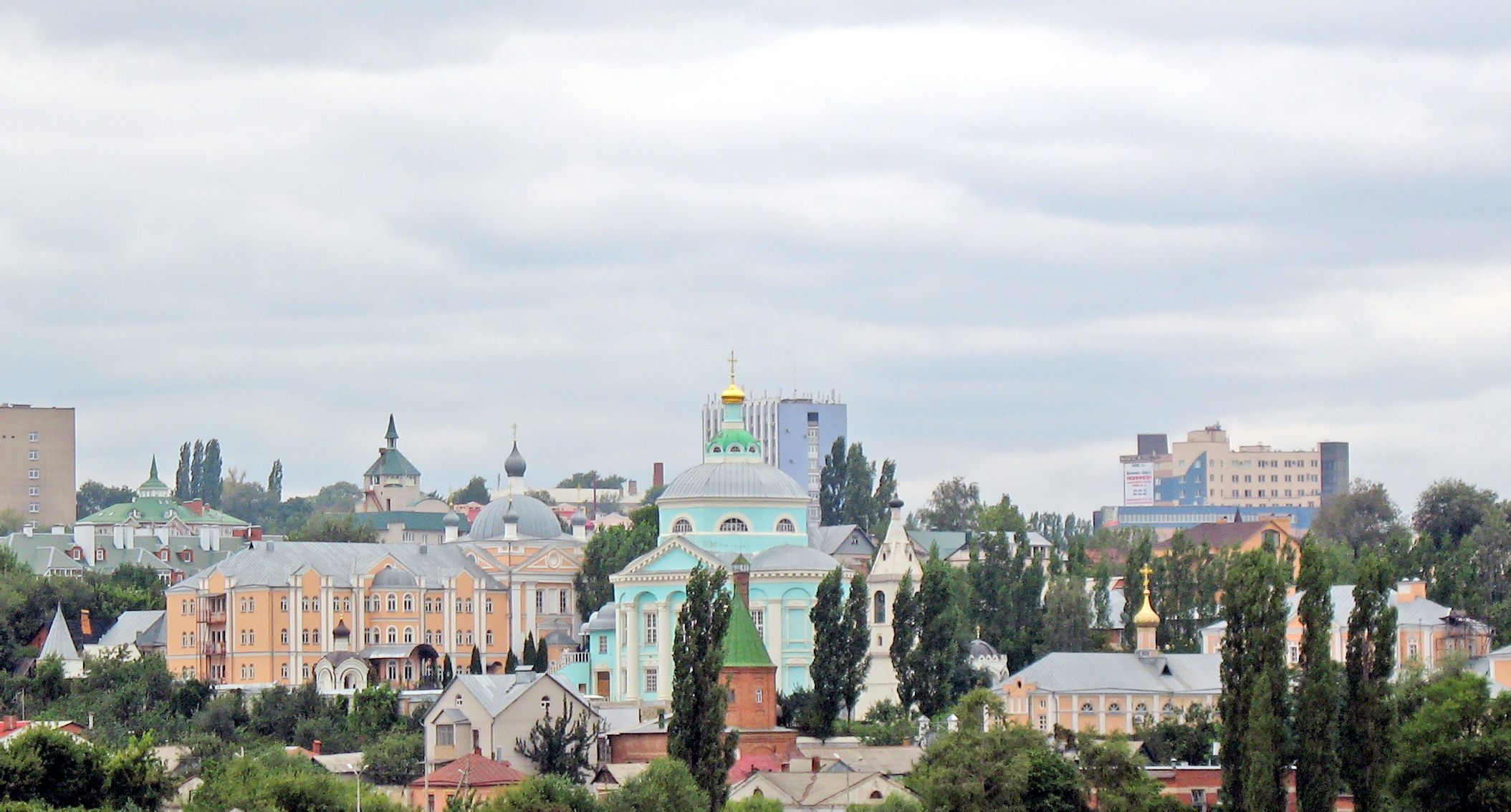
Алексеевский Акатов монастырь. 2008

Одна из самых старых улиц бывшего предместья Акатово. Сложилась в XVII веке при застройке местности, прилегающей к Алексеево-Акатову монастырю. Была спланирована по регулярному плану 1774 года.
Историческое название Большая Алексеевская, кратко — Алексеевская, по Алексеево-Акатову монастырю. Монастырь был основан на Акатовой (Окатовой) поляне около 1620 года и освящён в честь святителя Алексия, один из дней памяти которого (12 февраля) совпал с победой воронежцев в бою с литовцами и черкасами (1617). Название монастыря и совместило в себе церковное (Алексеевский) и географическое (Акатов) наименования.
До начала XX века проходящая в стороне от главных дорог города улица была населена состоятельными горожанами не первого ряда воронежского общества. В застройке преобладали деревянные дома, одноэтажные или с невысокими нижними кирпичными этажами. Улица не отличалась благоустройством, один из жителей улицы в начале XX века, В. Митрофанов, впоследствии писал: «Улица была тогда незамощенной ни в проезжей части, ни у домов, где полагалось быть тротуарам. Нам, ребятам, зачастую приходилось извлекать из грязи утонувшие в ней калоши. Если на самых центральных улицах было электрическое освещение, довольно, впрочем, скудное, то окраинные улицы, подобные нашей, не освещались вовсе и в безлунные ночи погружались во мрак. Охранялась улица ночным сторожем с колотушкой, с которой он обходил порученный его охране участок. Но мне казалось, что колотушка, скорее, ориентирует воров — близок или далек страж от места намеченной ими операции».
Ближайший к улице спуск, шедший к реке Воронеж мимо усадьбы знаменитого артиста А. Л. Дурова, был описан Митрофановым с восторгом: «По этому спуску мы катались в зимнюю пору на санках к реке, дух захватывало от быстрой езды, санки вылетали на скованную льдом реку…». Кстати, зимой воронежская детвора каталась по снегу и льду по многим спускам к реке.
Сегодня многие участки улицы не имеют твердого покрытия, нет тротуаров.
Несмотря на разрушения в годы Великой Отечественной войны, снос признанных ветхими зданий, на улице сохранились многие дома рядовой застройки XIX — начала XX века (д. 11, д. 13, д. 15, д. 18, д. 33, д. 38, д. 39, д. 47, д. 56, д. 58б, д. 61, д. 62, д. 79 и др.), воссоздающий исторический колорит Воронежа, мир типичной деревянной архитектуры города, уцелевшей в огне революций и войн, в нём можно увидеть подлинную работу ремесленников-резчиков по дереву : главную роль деревянных фасадных наличников с треугольными, начала XX века, и дуговыми, конца XIX, завершениями. Самыми старыми на улице являются ныне кирпичные постройки первой половины XIX века: д. 62 и соседние с ним усадебные ворота.
В д. 56 с 1880-х годов до 1907 года в нем жил подполковник М. К. Паренаго — искусствовед, краевед и коллекционер, стоявший у истоков охраны воронежского историко-культурного наследия в 1918—1920-е годы. Рядом, на углу с нынешней улицей Цюрупы, жил художник и собиратель картин М. П. Паренаго (двоюродный брат М. К. Паренаго), этот дом был снесён в начале 1980-х годов.
С установлением советской власти в 1918 году улица получила новое название — Пролетарская. В 2019 году городские власти Воронежа в соцсети «ВКонтакте» запустили опрос о добавлении к современным названиям улиц исторических наименований, так для Пролетарской улицы вариант выглядит так — «улица Пролетарская / улица Большая Алексеевская».